# Barbara Albert
Barbara Albert, avstrijska filmska režiserka in scenaristka, * 22. september 1970, Dunaj, Avstrija.
Albertova je predstavnica »novega avstrijskega vala«. Trenutno študira na dunajski filmski akademiji. Prejela je več filmskih nagrad, med drugim je dvakratna zmagovalka natečaja za najboljši scenarij »Carl Meyer«. 

## Filmografija
- Nordrand
- Böse Zellen

Je tudi soustanoviteljica filmske produkcijske skupine Coop 99. Leto 2006 je bilo za skupino zelo uspešno, saj so ustvarili nov celovečerni film (Spiele leben, Antonin Svoboda) ter sodelovali kot koproducenti pri zmagovalcu festivala v Berlinu (Grbavica, Jasmila Žbanić) ter dokumentarnem filmu, ki je med drugim bil nominiran za oskarja za najboljši dokumentarni celovečerec (Darwin's Nightmare, Hubert Sauper).